# Palpomya asphaltina
Palpomya asphaltina är en tvåvingeart som först beskrevs av Christian Rudolph Wilhelm Wiedemann 1824.  Palpomya asphaltina ingår i släktet Palpomya och familjen bredmunsflugor. Inga underarter finns listade i Catalogue of Life.